# 富山県指定文化財一覧
富山県指定文化財一覧（とやまけんしていぶんかざいいちらん）は富山県指定の文化財や史跡等を一覧形式でまとめたものである。

## 有形文化財

### 建造物
- 万福寺山門〔砺波市苗加〕1965年1月1日指定 ※真宗大谷派万福寺
- 瑞泉寺山門〔南砺市井波〕1965年1月1日指定 ※真宗大谷派瑞泉寺
- 浅地神明社本殿〔小矢部市浅地〕1965年1月1日指定 ※浅地神明社
- 安居寺観音堂〔南砺市安居〕1971年11月18日指定 ※真言宗弥勒山安居寺
- 旧沢崎家住宅〔魚津市小川寺〕1974年7月6日指定
- 勝興寺本堂〔高岡市伏木古国府〕1982年1月18日指定 ※勝興寺
- 勝興寺式台門〔高岡市伏木古国府〕1982年1月18日指定 ※勝興寺
- 五箇山の念仏道場〔南砺市寿川〕1986年7月18日指定 ※寿川地区
- 立山の室堂〔中新川郡立山町芦峅寺〕1986年7月18日指定
- 城端別院善徳寺 4棟(本堂、山門、鐘楼、太鼓楼)〔南砺市城端西上〕1993年8月18日指定 ※城端別院善徳寺
- 道神社拝殿 附棟札2枚 1棟(拝殿)〔氷見市中田〕1993年8月18日指定 ※道神社
- 筏井家住宅〔高岡市木舟町〕1998年3月4日指定
- 入道家住宅〔砺波市太田〕1998年3月4日指定
- 旧上中田念仏道場〔南砺市小原〕1998年3月4日指定
- 羽馬家住宅〔南砺市田向〕1998年3月4日指定

### 絵画
- 絹本着色騎獅文殊菩薩像〔富山市梅沢町〕1965年1月1日指定 ※浄土宗光明山来迎寺
- 絹本着色観経浄土変相図〔射水市立町〕1965年1月1日指定 ※浄土宗放生山曼陀羅寺
- 安居寺の絵馬〔南砺市安居〕1965年1月1日指定 ※真言宗弥勒山安居寺
- 絹本着色日蓮宗本尊曼荼羅図〔高岡市利屋町〕1965年1月1日指定 ※日蓮宗海秀山大法寺
- 北野社頭、阿国歌舞伎図〔南砺市福野〕1972年12月2日指定 ※神明社
- 絹本着色青不動〔射水市立町〕1974年7月6日指定 ※曼陀羅寺
- 絹本著色薬師如来立像〔砺波市大窪〕1980年1月26日指定 ※常福寺
- 絹本著色三千仏図(過去仏)〔富山市舟倉〕1980年1月26日指定 ※帝龍寺
- 絹本著色三千仏図(現在仏)〔富山市文珠寺〕1980年1月26日指定 ※宝寿院
- 絹本著色三千仏図(未来仏)〔富山市中大浦〕1980年1月26日指定 ※中大浦部落共有
- 絹本著色仏涅槃図〔富山市中大浦〕1980年1月26日指定 ※中大浦部落共有
- 絹本著色大威徳明王図〔砺波市芹谷〕1981年1月22日指定 ※真言宗芹谷山千光寺
- 絹本著色両界曼荼羅図(金剛界曼荼羅図 胎蔵界曼荼羅図)〔砺波市芹谷〕1981年1月22日指定 ※真言宗芹谷山千光寺
- 絹本著色聖徳太子孝養像図〔富山市西中野新町〕1985年9月12日指定

### 彫刻
- 木造阿弥陀如来立像〔富山市梅沢町〕1965年1月1日指定 ※浄土宗光明山来迎寺
- 木造正観世音菩薩立像〔富山市梅沢町〕1965年1月1日指定 ※真言宗稲荷山海禅寺
- 木造聖観世音菩薩立像〔富山市梅沢町〕1965年1月1日指定 ※曹洞宗慈眼山正源寺
- 木造阿弥陀如来 脇士観世音菩薩 立脇士大勢像至菩薩〔富山市梅沢町〕1965年1月1日指定 ※曹洞宗瑞龍山最勝寺
- 銅造観世音菩薩立像〔砺波市芹谷〕1965年1月1日指定 ※真言宗芹谷山千光寺
- 木造/聖観世音菩薩/千手観世立音菩薩/馬頭解世音菩薩/像〔下新川郡入善町舟見〕1965年1月1日指定 ※真言宗中尾山十三寺
- 木造男神、女神坐像〔富山市文珠寺〕1965年1月1日指定 ※武部神社
- 木造不動明王坐像〔富山市牧野〕1965年1月1日指定 ※真言宗医王山東薬寺
- 木造地蔵菩薩立像〔富山市牧野〕1965年1月1日指定 ※真言宗医王山東薬寺
- 石造地蔵菩薩半跏像〔南砺市安居〕1965年1月1日指定 ※真言宗弥勒山安居寺
- 木造聖観世音菩薩立像〔南砺市安居〕1965年1月1日指定 ※真言宗弥勒山安居寺
- 木造観世音菩薩立像〔高岡市城光寺〕1965年1月1日指定 ※曹洞宗大悲山観音寺
- 木造十一面観世音菩薩立像〔高岡市蓮花寺〕1965年1月1日指定 ※真言宗等覚山蓮花寺
- 木造文殊菩薩坐像〔高岡市伏木一宮〕1965年1月1日指定 ※真言宗薬師堂国分寺
- 木造大徹宗令禅師頂相〔中新川郡上市町眼目〕1965年1月1日指定 ※曹洞宗眼目山立山寺
- 木造阿弥陀如来立像〔小矢部市今石動町〕1965年1月1日指定 ※真宗大谷派聖泉寺
- 木造阿弥陀如来立像〔南砺市井波〕1965年1月1日指定 ※真宗大谷派瑞泉寺
- 銅造地蔵菩薩立像〔射水市三ケ高寺〕1965年1月1日指定 ※真言宗鷹尾山蓮王寺
- 木造観世音菩薩立像〔富山市総曲輪〕1965年1月1日指定
- 木造毘沙門天立像〔富山市馬瀬口〕1965年1月1日指定 ※天満宮
- 木造十一面観世音菩薩立像〔魚津市古鹿熊〕1965年1月1日指定 ※曹洞宗金保山神宮寺
- 木造杉原神坐像〔富山市婦中町田屋〕1965年10月1日指定 ※杉原神社
- 木造獅子頭〔富山市八尾町布谷〕1965年10月1日指定 ※紫野社
- 木造男神坐像〔小矢部市埴生〕1968年3月19日指定 ※埴生護国八幡宮
- 木造鳥芻沙摩明王立像〔高岡市関〕1969年10月2日指定 ※曹洞宗高岡山瑞竜寺
- 木造千手観世音菩薩立像〔富山市寺家〕1969年10月2日指定 ※真言宗船峅山帝竜寺
- 木造阿弥陀如来立像〔小矢部市西島〕1969年10月2日指定 ※真宗大谷派光西寺
- 銅製阿弥陀如来坐像〔小矢部市埴生〕1969年10月2日指定 ※浄土宗若宮山医王院
- 木造僧形八幡神坐像〔小矢部市埴生〕1969年10月2日指定 ※浄土宗若宮山医王院
- 木造狛犬〔高岡市月野谷〕1970年3月2日指定 ※見多気神
- 木造僧形神坐像〔小矢部市杉谷内〕1970年3月2日指定 ※日吉社
- 木造千手観世音菩薩立像〔氷見市幸町〕1970年12月19日指定 ※真言宗金稿山千手寺
- 木造阿弥陀如来立像〔魚津市金山谷〕1970年12月19日指定 ※真宗大谷派松倉山光開寺
- 木造歯吹の阿弥陀如来立像〔富山市梅沢町〕1971年11月18日指定 ※時宗錦重山浄弾寺
- 僧形八幡神像〔南砺市利賀村大豆谷〕1972年10月5日指定 ※利賀町大豆谷部落共有
- 木造見返阿弥陀如来立像〔南砺市安居〕1974年7月6日指定 ※安居寺
- 阿弥陀如来立像〔中新川郡舟橋村竹内〕1974年7月6日指定 ※無量寺
- 木造阿弥陀如来立像〔射水市鷲塚〕1977年4月12日指定 ※真宗大谷派躰玄寺
- 木造不動明王立像〔射水市加茂〕1984年2月22日指定 ※真言宗宝林山福王寺
- 木造阿弥陀如来坐像〔射水市加茂〕1984年2月22日指定 ※真言宗宝林山福王寺
- 金銅千手観世音菩薩立像〔魚津市小川寺〕1984年2月22日指定 ※真言宗小川山千光寺
- 木造毘沙門天立像〔射水市加茂〕1985年9月12日指定 ※真言宗宝林山福王寺
- 木造毘沙門天立像〔下新川郡朝日町南保〕1985年9月12日指定 ※真言宗大同山清水寺

### 工芸品
- 刀剣 則重(短刀)〔富山市中布目〕1964年7月14日指定
- 刀剣 宇多国宗(短刀)文明11年己亥8月吉日〔富山市東三番地〕1964年7月14日指定
- 専念寺の銅鐘文明6年在銘立山云々〔射水市三日會根〕1965年1月1日指定 ※真宗大谷派専念寺
- 青磁浮牡丹唐草文香炉〔中新川郡立山町芦峅寺〕1965年1月1日指定 ※立山芦峅寺一山会
- 木造彫刻棟札〔富山市文殊寺〕1965年1月1日指定 ※真言宗金城山宝寿院
- 彩漆鯰模様手付盃盆〔南砺市城端〕1965年1月1日指定
- 越中瀬戸焼香炉〔射水市三ケ高寺〕1965年1月1日指定 ※真言宗鷹尾山蓮王寺
- 黄銅製仏餉しよう鉢〔中新川郡立山町芦峅寺〕1965年2月1日指定 ※雄山神社祈願殿
- 牡丹花蝶雀文鏡〔中新川郡立山町芦峅寺〕1965年2月1日指定 ※雄山神社祈願殿
- 高岡御車山〔高岡関野神社氏子区域内各山町〕1967年3月25日指定 ※高岡御車山保存会
- 刀剣 大磨上無銘 則重太刀〔高岡市御旅屋町〕1967年3月25日指定
- 刀剣 国次(宇多)太刀〔南砺市福光〕1967年3月25日指定
- 刀剣 越中国新川郡富山住清光刀 生年五十歳寛文元年二月吉日〔富山市西中野〕1967年3月25日指定
- 刀剣 宇多国宗 刀天文六年二月日〔小矢部市西福野〕1967年3月25日指定 ※神明宮
- 刀剣 宇多国宗 刀文明十一年二月 日〔富山市星井町〕1967年3月25日指定
- 刀剣 宇多国光 太刀〔高岡市大手町〕1967年3月25日指定
- 安居寺の慶長四年在銘石燈籠〔南砺市安居〕1974年7月6日指定 ※安居寺
- 刀 金象嵌銘/義弘/忠恒(花押)/〔富山市曙町〕1975年1月28日指定
- 脇差 銘 友次(宇多)〔富山市三番町〕1975年1月28日指定
- 刀 無銘(古宇多)〔富山市三番地〕1975年1月28日指定
- 刀 無銘 伝則重〔富山市緑町〕1982年1月18日指定
- 刀 銘 友次〔高岡市あわら町〕1982年1月18日指定
- 太刀 銘 宇多国宗〔富山市八尾町舘本郷〕1982年1月18日指定
- 短刀 銘 宇多國房応永十二年八月吉日〔富山市緑町〕1983年6月27日指定

### 典籍
- 石黒信由遺品高樹文庫〔射水市高木〕1965年1月1日指定 ※財団法人高樹会

### 古文書
- 越中立山芦峅寺古文書〔中新川郡立山町芦峅寺〕1965年1月1日指定 ※立山芦峅寺一山会
- 越中立山岩峅寺古文書〔中新川郡立山町芦峅寺〕1965年1月1日指定 ※雄山神社
- 埴生護国八幡宮文書〔小矢部市埴生〕1965年10月1日指定 ※埴生護国八幡宮
- 聞名寺文書〔富山市八尾町今町〕1965年10月1日指定 ※聞名寺
- 玉永寺文書〔富山市水橋小出〕1965年10月1日指定 ※玉永寺
- 木造篠川村市場制札〔高岡市福岡町小野〕1965年10月1日指定 ※西照寺
- 紙本墨書近衛信尋筆懐紙〔高岡市関〕1969年10月2日指定 ※曹洞宗高岡山瑞竜寺
- 金子家文書〔砺波市太田〕1974年7月6日指定
- 城端別院善徳寺文書〔南砺市城端西上〕1983年6月27日指定 ※善徳寺

### 絵画筆跡及び工芸品
- 前田家寄進の宝物〔高岡市関〕1965年1月1日指定 ※曹洞宗高岡山瑞竜寺

### 絵画、彫刻、書跡、工芸品及び古文書
- 勝興寺宝物〔高岡市伏木町伏木古国府〕1975年9月16日指定 ※勝興寺
- 善徳寺宝物〔南砺市城端西上〕1979年1月27日指定 ※善徳寺
- 善徳寺宝物〔南砺市城端西上〕1980年9月1日指定 ※善徳寺

### 歴史資料
- 清都家測量器具寺関係資料〔高岡市戸出放寺〕1989年6月15日指定
- 高樹文庫資料〔射水市高木〕1993年4月9日指定 ※財団法人高樹会
- 川合文書〔中新川郡立山町芦峅寺〕1993年8月18日指定

## 無形文化財
- 漆工芸 勇助塗技術〔高岡市末広町〕1964年7月14日指定
- 金属工芸 双型鋳造技術〔高岡市内免〕1990年3月26日指定
- 漆工芸 蒔絵技術〔高岡市上関町〕1990年3月26日指定
- 木工芸 木彫象嵌技術〔南砺市井波〕1990年3月26日指定

## 民俗文化財

### 有形民俗文化財
- 八尾町祭礼曳山〔富山市八尾町〕1965年1月1日指定 ※八幡社氏子
- 流刑小屋〔南砺市田向〕1965年10月1日指定
- 立山参道の石塔並びに石仏群〔中新川郡立山町岩峅寺〕1967年1月12日指定
- 芦峅閻魔堂の仏像郡〔中新川郡立山町芦峅寺野口割〕1968年6月18日指定 ※天台宗立山寺
- たてもん〔魚津市諏訪町〕1972年10月5日指定 ※諏訪神社氏子
- 善徳寺宝物(生活用具類)〔南砺市城端西上〕1980年9月18日指定 ※善徳寺

### 無形民俗文化財
- 下村加茂神社やんさんま(流鏑馬)〔射水市加茂〕1967年3月25日指定 ※下村加茂神社神事伝承会
- 城端曳山祭行事〔南砺市城端〕1981年1月22日指定 ※城端曳山祭保存会
- 二上射水神社の築山行事〔高岡市二上谷内〕1982年1月18日指定 ※二上射水神社文化財保存会
- 放生津八幡宮の築山行事〔射水市八幡町〕1982年1月18日指定 ※放生津八幡宮文化財保存会
- 小川寺の獅子舞〔魚津市小川寺〕1994年2月24日指定
- 下村加茂神社の御田植祭〔射水市加茂〕1994年2月24日指定
- 滑川のネブタ流し〔滑川市〕1994年2月24日指定
- 中陣地区のニブ流し〔黒部市中陣〕1994年2月24日指定
- 出町子供歌舞伎曳山〔砺波市本町〕1994年2月24日指定
- 福野夜高祭〔南砺市福野〕2004年7月16日指定 ※夜高保存会
- 利賀の初午行事〔南砺市利賀〕2004年7月16日指定 ※初午保存会
- おんば様のお召し替え〔立山町芦峅寺〕2004年7月16日指定
- ボンボコ祭り〔射水市本町〕2004年7月16日指定
- 尾山の七夕流し〔黒部市尾山〕2004年7月16日指定
- 放生津八幡宮祭の曳山行事〔射水市八幡町〕2014年9月30日指定

## 記念物

### 史跡
- 阿尾城跡〔氷見市阿尾字島尾〕1965年1月1日指定
- 増山城跡〔砺波市増山一の丸〕1965年1月1日指定
- 境一里塚〔下新川郡朝日町境字東地〕1965年1月1日指定
- 宮崎城跡〔下新川郡朝日町城山〕1965年1月1日指定
- 稚児塚〔中新川郡立山町浦田字前田〕1965年1月1日指定
- 城ガ平横穴古墳〔高岡市福岡町舞谷〕1965年1月1日指定
- 高岡城跡〔高岡市定塚町、湶町、字深田〕1965年1月1日指定
- 大塚古墳〔射水市市井字屋敷田〕1965年1月1日指定
- 桜峠遺跡〔魚津市布旅爪上野〕1965年1月1日指定
- 松倉城跡〔魚津市鹿熊字城山〕1965年1月1日指定
- 北野の石龕〔黒部市大布施北野〕1965年2月1日指定
- 嘉暦四歳銘五輪石塔〔黒部市荻生〕1965年2月1日指定
- 嘉例沢の石仏〔黒部市嘉例沢加村〕1965年2月1日指定
- 越中国分寺跡〔高岡市伏木一宮国分堂〕1965年10月1日指定
- 勅使塚〔富山市婦中町羽根字前割〕1965年10月1日指定
- 境関跡〔下新川郡朝日町境字東地〕1965年10月1日指定
- 猪谷関跡〔富山市猪谷字峠〕1965年10月1日指定
- 木舟城跡〔高岡市福岡町木舟〕1965年10月1日指定
- 生地台場〔黒部市生地下浦〕1965年10月1日指定
- 宮永十佐エ門の墓〔小矢部市下川崎〕1965年10月1日指定
- 瑞龍寺の石廟〔高岡市関〕1970年3月2日指定 ※曹洞宗高岡山瑞龍寺
- 愛本新遺跡〔黒部市宇奈月町愛本新〕1970年12月19日指定
- 本江遺跡〔滑川市本江〕1972年2月26日指定
- 高瀬遺跡(穴田地区)〔南砺市高瀬〕1972年2月26日指定
- 浜山玉つくり遺跡〔下新川郡朝日町字浜山〕1972年10月5日指定
- 中山南遺跡〔射水市黒河〕1975年7月12日指定
- 水上谷遺跡〔射水市青井谷〕1975年7月12日指定
- 金草第一古窯跡〔富山市金屋字高山〕1976年3月25日指定
- 東黒牧上野遺跡〔富山市東黒牧字上野〕1993年4月9日指定 ※学校法人富山国際学園
- 囲山遺跡〔射水市太閤山〕1993年4月9日指定
- 若宮古墳〔小矢部市埴生字上野〕1993年4月9日指定

### 史跡、名勝、天然記念物
- 称名滝とその流域（悪城の壁 称名滝 称名廊下 地ごく谷 みくりが池）〔中新川郡立山町大日の1外〕1965年1月1日指定

### 名勝
- 光久寺の茶庭〔氷見市飯久保〕1965年1月1日指定 ※真宗大谷派光久寺

### 名勝、天然記念物
- 虻が島とその周辺〔氷見市姿字浜〕1965年1月1日指定

### 天然記念物
- 浜黒崎の松並木〔富山市浜黒崎松下割〕1965年1月1日指定
- 専念寺の傘松からかさまつ〔射水市三日會根〕1965年1月1日指定 ※真宗大谷派専念寺
- 大沢の地鎮杉〔魚津市大沢字前田〕1965年1月1日指定
- 臼谷の大杉〔小矢部市臼谷〕1965年1月1日指定
- 長坂の大いぬくす〔氷見市長坂字前田〕1965年1月1日指定
- 舟つなぎのしいのき〔富山市山本字田畑〕1965年1月1日指定
- 朝日社叢〔氷見市小境字前田〕1965年1月1日指定
- 下山八幡社の大藤と境内林〔下新川郡入善町下山字地蔵〕1965年1月1日指定
- 内山のとちの森〔黒部市宇奈月町字大尾〕1965年1月1日指定
- 立山寺参道のとが並木〔中新川郡上市町眼目字大平〕1965年1月1日指定 ※曹洞宗眼目山立山寺
- 西岩瀬諏訪社の大けやき〔富山市四方西岩瀬〕1965年1月1日指定
- 宮川の大けやき〔中新川郡上市町若杉字芋田〕1965年1月1日指定 ※日吉神社
- 明日の大桜〔黒部市宇奈月町明日〕1965年1月1日指定 ※真言宗明日山法福寺
- 鉢伏のなしのき〔南砺市杉山〕1965年1月1日指定
- 長坂不動の大つばき〔氷見市長坂馬場出〕1965年1月1日指定
- 老谷の大つばき〔氷見市老谷〕1965年1月1日指定
- 小摺戸の大藤〔下新川郡入善町小摺戸字中坪〕1965年1月1日指定
- 串田のひいらぎ〔射水市串田〕1965年1月1日指定
- 野積の左巻かや〔富山市八尾町水口〕1965年1月1日指定
- 縄が池みずばしよう郡生地〔南砺市蓑谷山〕1965年1月1日指定
- 立山山麓ひかりごけ発生地〔中新川郡立山町芦峅寺ブナ坂国有林〕1965年1月1日指定
- 上麻生のあしつきのり〔高岡市上麻生〕1965年1月1日指定
- 西広上のあしつきのり〔射水市西広上清水川用水路〕1965年1月1日指定
- 地山越の彼岸桜自生蝋〔南砺市城端蓑谷蝋山〕1965年1月1日指定
- 柳谷の天然福寿草自生地〔南砺市川上中字柳谷島〕1965年1月1日指定
- 岩室滝〔中新川郡立山町虫谷字大滝谷〕1965年1月1日指定
- 宇奈月の十字石〔黒部市宇奈月町小谷〕1965年1月1日指定
- 赤祖父石灰華成生地〔南砺市東西原西島〕1965年1月1日指定
- 宮島峡一の滝とおうけつ群〔小矢部市名が原子撫川河川中〕1965年1月1日指定
- 日の宮社叢〔射水市下条笹山〕1965年10月1日指定
- 厳照寺の門杉〔砺波市福岡〕1965年10月1日指定 ※厳照寺
- 赤丸浅井神社の大けやき〔高岡市福岡町赤丸古屋〕1965年10月1日指定 ※浅井神社
- 坪野のつなぎがや〔魚津市坪野字山の谷〕1965年10月1日指定
- 駒つなぎ桜〔氷見市栗原字港〕1965年10月1日指定
- 今山田の大かつら〔富山市山田今山田〕1965年10月1日指定
- 高熊のさいかち〔富山市八尾町高熊〕1965年10月1日指定
- 馬瀬口の大サルスベリ〔富山市馬瀬口〕1967年1月12日指定
- 唐島〔氷見市今町〕1967年3月25日指定 ※曹洞宗海慧山光禅寺
- 愛本のウラジロカシ林〔黒部市宇奈月町愛本西爪(国有林)〕1967年9月26日指定
- 坂上の大杉〔南砺市利賀村坂上〕1967年9月26日指定 ※八幡宮
- 今開発の大ヒイラギ〔射水市今開発〕1967年9月26日指定
- 寺家のアカガシ林〔富山市舟倉〕1967年9月26日指定
- 芦峅雄山神社境内杉林〔中新川郡立山町芦峅池の尻〕1967年9月26日指定 ※雄山神社祈願殿
- 雲源寺の大カエデ〔高岡市滝〕1969年10月2日指定 ※真宗本派雲源寺
- トミヨとゲンジホタルおよびヘイケボタル生息地〔高岡市中田区域〕1970年12月19日指定
- 興法寺のハツチヨウトンボとその発生地附興法寺のトンボ類の群生地〔小矢部市興法寺〕1971年11月18日指定
- クモマツマキチヨウ〔地域を定めず〕1977年4月12日指定
- 寺谷アンモナイト包蔵地〔下新川郡朝日町境字小内山〕1978年1月28日指定
- 友坂の二重不整合〔富山市婦中町友坂字惣野・同字熊野の一部〕1980年4月11日指定
- 上滝不動尊境内の大アカガシ〔富山市上滝字滝ノ沢〕1984年2月22日指定 ※曹洞宗滝脇山大川寺